# Ail de la Sainte-Victoire

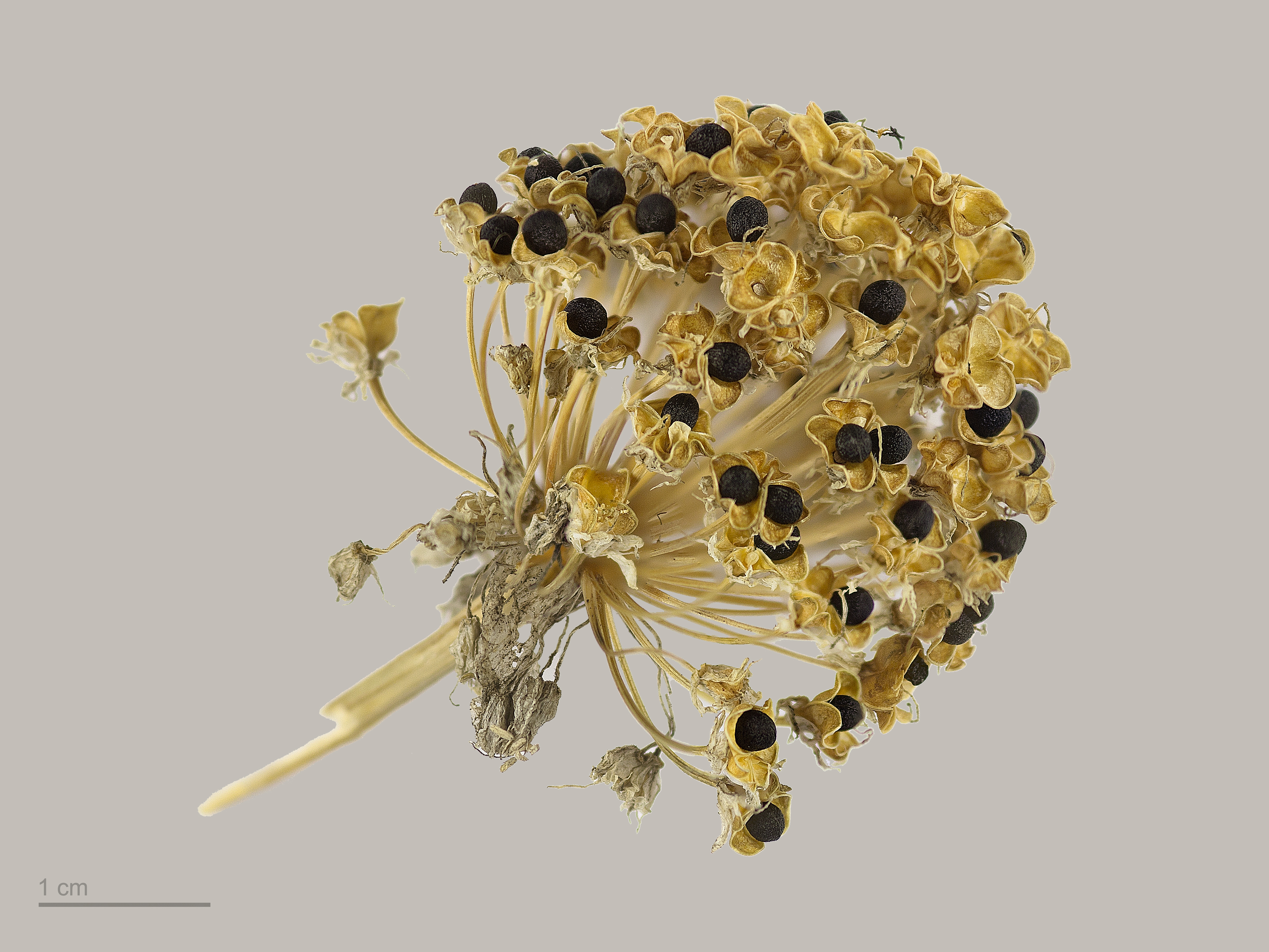
Allium victorialis - Muséum de Toulouse

Allium victorialis
Pour les articles homonymes, voir Ail.
Espèce
Classification APG III (2009)
L'Ail victorial ou Ail de la Sainte-Victoire (Allium victorialis) est une espèce de plantes herbacées. Elle appartient à la famille des Liliaceae selon la classification classique, à celle des Alliaceae puis à celle des Amaryllidaceae selon la classification phylogénétique APG III (2009).
Elle est également appelée « Ail Serpentin », « Ail de cerf », « Ail victorial » ou « Herbe aux sept chemises ».

## Caractéristiques

### Description
Son bulbe allongé, oblique ou même couché, est revêtu d'une gaine de fibres brunes entrecroisées ; il donne naissance à une tige assez épaisse de taille moyenne (60 cm au plus) munie de feuilles planes, à pétiole court, à limbe lancéolé dont la largeur peut atteindre 5 cm. La spathe ovale est plus courte que l'inflorescence en ombelle hémisphérique assez fournie, composée de fleurs d'un blanc verdâtre plus ou moins jaunâtre. Les divisions du périanthe ouvertes en forme de coupe ou rapprochées en clochette sont dépassées par les 6 étamines à filets simples.

### Organes reproducteurs
- Couleur dominante des fleurs : blanc
- Période de floraison : juillet-septembre
- Inflorescence : ombelle simple
- Sexualité : hermaphrodite
- Pollinisation : entomogame

### Graine
- Fruit : akène
- Dissémination : barochore

### Habitat et répartition
- Habitat type : espèce caractéristique des mégaphorbiaies ; pelouses rocailleuses fraîches, landes à rhododendrons, clairières et sous-bois. En France, la plante ne se rencontre qu'en montagne, généralement à haute altitude (entre 1 400 m et 2 600 m dans les Alpes). Elle est présente dans tous les massifs. On peut parfois la trouver à des altitudes plus basses dans le Massif central.
- Aire de répartition : circumboréal.

## Références externes

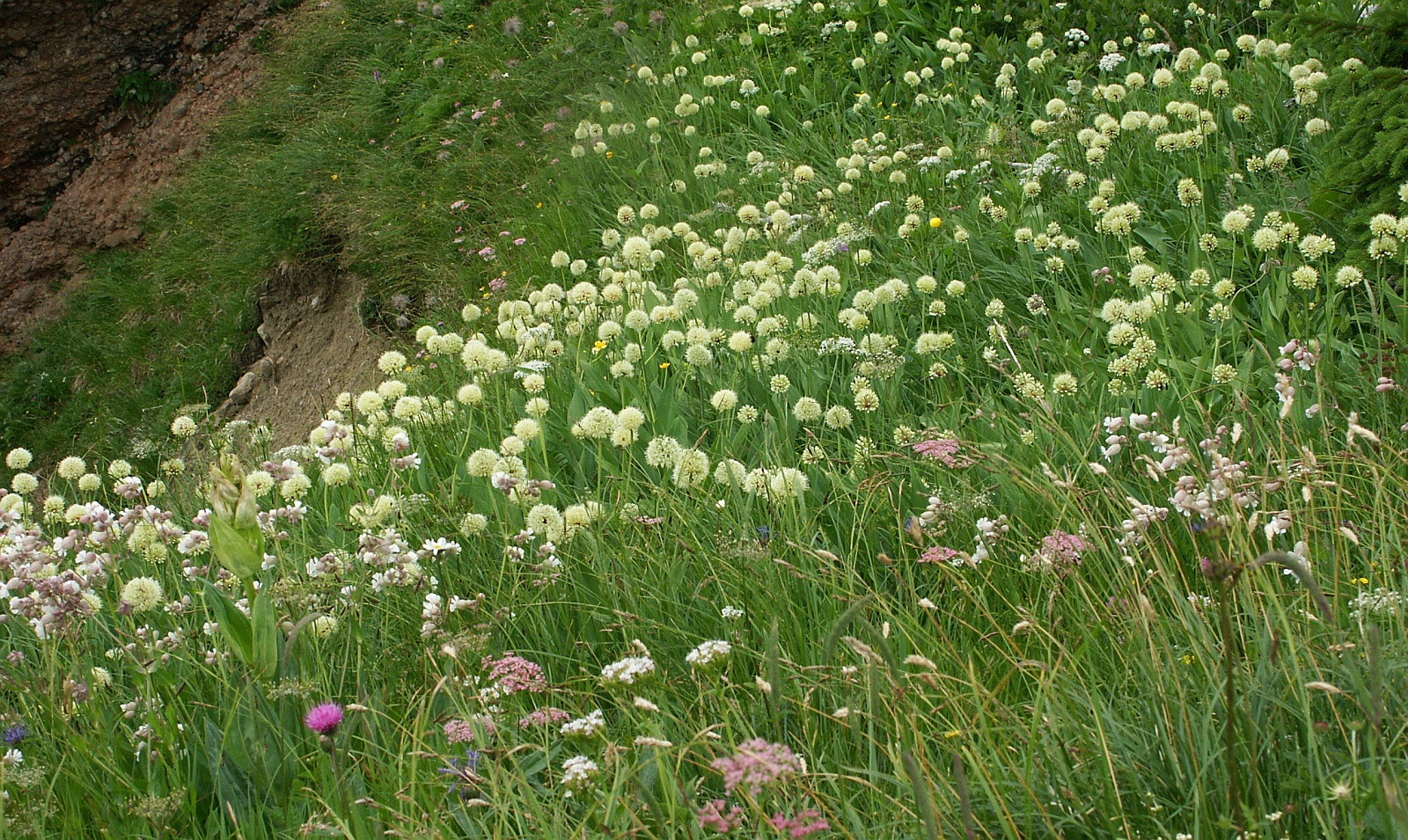
Population dAllium victorialis.